# Мусульбес Давид Володимирович
Давид Володимирович Мусульбес (рос. Давид Владимирович Мусульбес, 28 травня 1972, Орджонікідзе, Північно-Осетинська АРСР, РРФСР) — словацький та російський борець вільного стилю, дворазовий чемпіон та дворазовий бронзовий призер чемпіонатів світу, шестиразовий чемпіон, срібний та дворазовий бронзовий призер чемпіонатів Європи, переможець та бронзовий призер Кубків світу, переможець Ігор доброї волі (1994), чемпіон та бронзовий призер Олімпійських ігор. У 2001 році визнаний найкращим борцем вільного стилю у світі. Заслужений майстер спорту Росії з вільної боротьби. Заслужений тренер Росії. За походженням — грузин, мтіулець.

## Біографія
Народився в Північній Осетії. Боротьбою почав займатися з 1983 року. Перший тренер — заслужений тренер Росії Савелій Бязров. Пізніше тренувався у заслуженого тренера Росії Казбека Дедегкаєва. Виступав за Центральний спортивний клуб армії з Москви. П'ять разів вигравав чемпіонат Росії (1993, 1994, 1996, 2000, 2002).

### Виступи за збірну Росії
У збірній команді Росії з 1989 року. Напередодні літніх Олімпійських ігор 1996 року виграв п'ять прикидок у збірній, але на Олімпіаду так і не поїхав. Збірну Росії на тих іграх представляв інший грузин — Лері Хабелов, чемпіон попередньої Олімпіади та п'ятиразовий чемпіон світу. Втім на Олімпіаді в Атланті він посів лише чотирнадцяте місце.
Мусульбес взяв участь у наступній Олімпіаді у 2000 році і не підвів команду, завоювавши для Росії першу золоту нагороду в суперважкій вазі, якої у неї після розпаду Радянського Союзу не було. У фінальній сутичці він зустівся зі своїм земляком, уродженцем Північної Осетії Артуром Таймазовим, братом українського олімпійського чемпіона з важкої атлетики Тимура Таймазова. Артур переїхав до Узбекистану і представляв на Олімпіаді цю країну. Суперники раніше разом тренувалися у Владикавказі і тому добре знали сильні і слабкі сторони один одного. Цим краще скористався Давид Мусульбес і переміг з рахунком 5-2, хоча спочатку програвав.
Напередодні літніх Олімпійських ігор 2004 року на турнірі імені Івана Яригіна Давид отримав важку травму. Він довго лежав у лікарні. Але до кінця не відновився і на відбірковому чемпіонаті країни програв Курамагомеду Курамагомедову. На Олімпіаду в Афіни поїхав переможець (і там зайняв лише шосте місце), а Мусульбес вирішив завершити кар'єру.

### Виступи за збірну Словаччини
З 2005 протягом трьох років Давид Мусульбес був головним тренером збірної команди Росії з вільної боротьби. Але за його словами, він жив з відчуттям недомовленості на килимі. Напередодні пекінської Олімпіади 2008 року Мусульбес, якому було вже майже 36 років і який три роки не боровся, отримав запрошення від Словаччини виступити за збірну цієї країни і відразу погодився. Чому він вибрав Словаччину, а не Росію, Мусульбес пояснював тим, що не хотів переходити дорогу своїм молодим підопічним, яких щойно тренував, адже на Олімпіаді у кожній ваговій категорії може виступити не більше одного борця від кожної країни. До того ж, за його словами, роки не проходять безслідно, і якби він не повернувся, коли з'явилась можливість — шкодував би про це все життя. За півроку до Олімпіади почав виступати на турнірах. Спочатку він переміг на чемпіонаті Словаччини з вільної боротьби, потім взяв участь у міжнародному турнірі в Києві. Третім турніром став чемпіонат Європи. На шляху до фіналу Давид впевнено переміг всіх суперників і у фіналі зустрівся з грузином Давидом Модзманашвілі. Сутичка була рівною і переможця довелося визначати за допомогою жеребу. Переможцем став представник Грузії, а Мусульбесу вручили срібну нагороду. Але після поєдинку Модзманашвілі провалив допінг-тест. Грузинський борець був покараний дворічною дискваліфікацією, його результат був анульований, а завойовану ним золоту медаль передали Давиду Мусульбесу. Результати допінг-тесту оголосили не відразу і Давид ще встиг перемогти на олімпійському кваліфікаційному турнірі, хоча це вже виявилось не обов'язковим, оскільки перемога на чемпіонаті Європи давала ліцензію на участь в Олімпіаді.
У півфіналі європейської першості 2008 року Мусульбес, якого вже ніхто з росіян серйозно не сприймав, переміг найсильнішого російського борця-супертяжа Бахтіяра Ахмедова і тоді в росіян почалася паніка. Федерація спортивної боротьби Росії і Олімпійський комітет Росії виступили категорично проти того, щоб Мусульбес брав участь в Олімпіаді, але він все-таки поїхав до Пекіну. Там він впевнено перемагав усіх, доки у півфіналі не зустрівся з Артуром Таймазовим. Артуру вдалося взяти реванш у Давида за поразку в олімпійському фіналі восьмирічної давнини. У фіналі представник Узбекистану переміг все того ж росіянина Бахтіяра Ахмедова, а Мусульбес у поєдинку за третє місце впевнено переміг кубинця Алексіса Родрігеса, який на Олімпіаді 2000 року, де переміг Мусульбес, програв у півфіналі Таймазову і став третім.

### Подальша кар'єра
Бронзова медаль пекінської Олімпіади стала першою нагородою у вільній боротьбі для команди Словаччини з часів її незалежності і останньою в міжнародній кар'єрі для Давида Мусульбеса. Після завершення активних виступів на борцівському килимі на міжнародній арені Давид Мусульбес повернувся до тренерського штабу збірної Росії з вільної боротьби, хоча ще деякий час продовжував боротися за один із клубів німецької Бундесліги.
З 2015 року — директор Московського середнього спеціального училища олімпійського резерву № 1.
Член виконкому Федерації спортивної боротьби Росії.

## Освіта
Випускник Північно-Кавказького гірничо-металургійного інституту і юридичного факультету Північно-Осетинського державного університету.

## Державні нагороди
- Орден Пошани (2001),
- медаль «У Славу Осетії» (1995).

## Спортивні результати на міжнародних змаганнях

### Виступи на Олімпіадах
| Змагання                                   | Збірна     | Вагова категорія           | Місце  |
| ------------------------------------------ | ---------- | -------------------------- | ------ |
| Боротьба на літніх Олімпійських іграх 2000 | Росія      | вільна боротьба, до 130 кг | Золото |
| Боротьба на літніх Олімпійських іграх 2008 | Словаччина | вільна боротьба, до 120 кг | Срібло |

### Виступи на Чемпіонатах світу
| Змагання                        | Збірна | Вагова категорія           | Місце  |
| ------------------------------- | ------ | -------------------------- | ------ |
| Чемпіонат світу з боротьби 1994 | Росія  | вільна боротьба, до 100 кг | Бронза |
| Чемпіонат світу з боротьби 1995 | Росія  | вільна боротьба, до 100 кг | 11     |
| Чемпіонат світу з боротьби 1997 | Росія  | вільна боротьба, до 130 кг | Бронза |
| Чемпіонат світу з боротьби 2001 | Росія  | вільна боротьба, до 130 кг | Золото |
| Чемпіонат світу з боротьби 2002 | Росія  | вільна боротьба, до 120 кг | Золото |

### Виступи на Чемпіонатах Європи
| Змагання                         | Збірна     | Вагова категорія           | Місце  |
| -------------------------------- | ---------- | -------------------------- | ------ |
| Чемпіонат Європи з боротьби 1994 | Росія      | вільна боротьба, до 100 кг | 8      |
| Чемпіонат Європи з боротьби 1995 | Росія      | вільна боротьба, до 100 кг | Золото |
| Чемпіонат Європи з боротьби 1996 | Росія      | вільна боротьба, до 100 кг | Бронза |
| Чемпіонат Європи з боротьби 1997 | Росія      | вільна боротьба, до 125 кг | Золото |
| Чемпіонат Європи з боротьби 1998 | Росія      | вільна боротьба, до 130 кг | Бронза |
| Чемпіонат Європи з боротьби 2000 | Росія      | вільна боротьба, до 130 кг | Срібло |
| Чемпіонат Європи з боротьби 2001 | Росія      | вільна боротьба, до 130 кг | Золото |
| Чемпіонат Європи з боротьби 2002 | Росія      | вільна боротьба, до 120 кг | Золото |
| Чемпіонат Європи з боротьби 2003 | Росія      | вільна боротьба, до 120 кг | Золото |
| Чемпіонат Європи з боротьби 2008 | Словаччина | вільна боротьба, до 120 кг | Золото |

### Виступи на Кубках світу
| Змагання                    | Збірна | Вагова категорія           | Місце  |
| --------------------------- | ------ | -------------------------- | ------ |
| Кубок світу з боротьби 1995 | Росія  | вільна боротьба, до 100 кг | Золото |
| Кубок світу з боротьби 1997 | Росія  | вільна боротьба, до 125 кг | Бронза |
| Кубок світу з боротьби 2004 | Росія  | вільна боротьба, до 120 кг |        |

### Виступи на інших змаганнях
| Змагання                                                      | Збірна     | Вагова категорія           | Місце  |
| ------------------------------------------------------------- | ---------- | -------------------------- | ------ |
| Всесвітні ігри військовослужбовців 1995                       | Росія      | вільна боротьба, до 100 кг | Бронза |
| Чемпіонат світу з боротьби серед військовослужбовців 1997     | Росія      | вільна боротьба, до 130 кг | Золото |
| Тестовий турнір FILA 1998                                     | Росія      | вільна боротьба, до 130 кг | Золото |
| Гран-прі Німеччини з боротьби 1999                            | Росія      | вільна боротьба, до 130 кг | Золото |
| Гран-прі Німеччини з боротьби 2001                            | Росія      | вільна боротьба, до 130 кг | Золото |
| Абсолютний чемпіонат FILA 2003                                | Росія      | вільна боротьба, до 120 кг | 4      |
| Олімпійський кваліфікаційний турнір з боротьби 2008 (Мартіні) | Словаччина | вільна боротьба, до 120 кг | Золото |